# Енергодар
Енергодар (на украински: Енергодар) е град с областно значение в Запорожка област, Украйна.
Населението на града е 54 712 души към 1 ноември 2012 година.

## История
Селището е основано през 1970 година, получава статут на град през 1985 година.